# Breugnon
Breugnon est une commune française, située dans le département de la Nièvre en région Bourgogne-Franche-Comté.

## Géographie
La commune de Breugnon est située dans le département de la Nièvre en Bourgogne-Franche-Comté. Elle fait partie de la communauté de communes Haut Nivernais-Val d'Yonne. La commune comprend deux hameaux : Latrault et Villaine.
Sa superficie est de 1 335 hectares. Son altitude moyenne est de 201 mètres.
Le village est implanté au nord-ouest de la Nièvre, à 67 km de Nevers (par la route), dans le canton de Clamecy. Il est situé à 9 km à l’est de Varzy et à 19 km au sud de Clamecy, son chef-lieu d'arrondissement. La voie de communication principale qui permet d'y accéder est la route nationale 151.
En 2017, la commune compte 169 habitants.

### Hydrographie
La commune est arrosée par le Paintrou.

### Communes limitrophes
Les communes limitrophes sont  Clamecy, Corvol-l'Orgueilleux, Oisy, Ouagne, Rix, Saint-Pierre-du-Mont et Trucy-l'Orgueilleux.

### Climat
Pour des articles plus généraux, voir Climat de la Bourgogne-Franche-Comté et Climat de la Nièvre.
En 2010, le climat de la commune est de type climat océanique dégradé des plaines du Centre et du Nord, selon une étude du Centre national de la recherche scientifique s'appuyant sur une série de données couvrant la période 1971-2000. En 2020, Météo-France publie une typologie des climats de la France métropolitaine dans laquelle la commune est exposée à un climat océanique altéré et est dans la région climatique  Centre et contreforts nord du Massif Central, caractérisée par un air sec en été et un bon ensoleillement. 
Pour la période 1971-2000, la température annuelle moyenne est de 10,9 °C, avec une amplitude thermique annuelle de 16,2 °C. Le cumul annuel moyen de précipitations est de 808 mm, avec 12 jours de précipitations en janvier et 7,4 jours en juillet. Pour la période 1991-2020, la température moyenne annuelle observée sur la station météorologique de Météo-France la plus proche, « Clamecy », sur la commune de Clamecy à 6 km à vol d'oiseau, est de 11,5 °C et le cumul annuel moyen de précipitations est de 707,4 mm. 
La température maximale relevée sur cette station est de 40,7 °C, atteinte le 25 juillet 2019 ; la température minimale est de −14 °C, atteinte le 9 février 2012,,. 
Les paramètres climatiques de la commune ont été estimés pour le milieu du siècle (2041-2070) selon différents scénarios d'émission de gaz à effet de serre à partir des nouvelles projections climatiques de référence DRIAS-2020. Ils sont consultables sur un site dédié publié par Météo-France en novembre 2022.

## Urbanisme

### Typologie
Au 1er janvier 2024, Breugnon est catégorisée commune rurale à habitat dispersé, selon la nouvelle grille communale de densité à sept niveaux définie par l'Insee en 2022.
Elle est située hors unité urbaine. Par ailleurs la commune fait partie de l'aire d'attraction de Clamecy, dont elle est une commune de la couronne,. Cette aire, qui regroupe 45 communes, est catégorisée dans les aires de moins de 50 000 habitants,.

### Occupation des sols
L'occupation des sols de la commune, telle qu'elle ressort de la base de données européenne d’occupation biophysique des sols Corine Land Cover (CLC), est marquée par l'importance des territoires agricoles (92,7 % en 2018), une proportion identique à celle de 1990 (92,7 %). La répartition détaillée en 2018 est la suivante : 
terres arables (53,9 %), prairies (37,3 %), forêts (7,3 %), zones agricoles hétérogènes (1,5 %). L'évolution de l’occupation des sols de la commune et de ses infrastructures peut être observée sur les différentes représentations cartographiques du territoire : la carte de Cassini (XVIIIe siècle), la carte d'état-major (1820-1866) et les cartes ou photos aériennes de l'IGN pour la période actuelle (1950 à aujourd'hui).

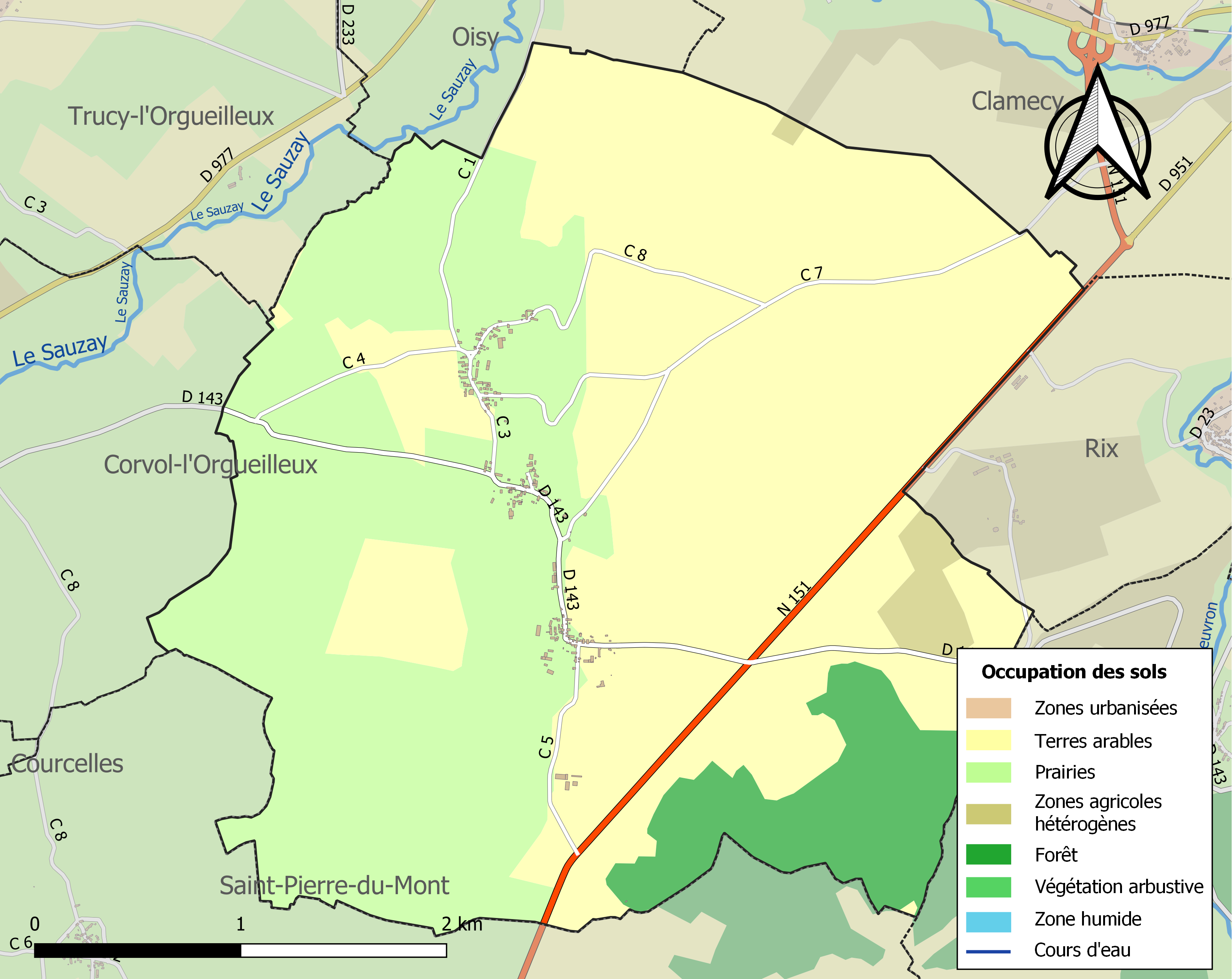
Carte des infrastructures et de l'occupation des sols de la commune en 2018 (CLC).

## Toponymie
Le nom de Breugnon dériverait du nom d’homme germanique Brun-, latinisé en Brunius, avec le suffixe -onem. La première occurrence du nom de la commune date de 1286 : Breugnone.

## Histoire
- 1286 : première mention du nom de la commune, Ecclesia de Breugnone.
- Au XVe siècle Pierre de Broc, évêque d'Auxerre 1640-1671, accomplit ce que François de Dinteville (év. 1513-1530) n'a pu réaliser malgré son souhait : il désunit de la mense du chapitre de l'église Sainte-Eugénie de Varzy les cures de Brugnon, de Saint-Père du Mont et de l'église Saint-Pierre de Varzy[15].
- En 1805, lors de travaux de voirie sur la route Clamecy - Varzy, six bracelets antiques sont trouvés au lieu-dit les fonds de la Bussière partagé entre Rix et Breugnon, chacun de ces bracelets entourant un humérus et un radius[16].

- Dans la nuit du 24 au 25 juin 1844, un incendie éclate dans le village de Villaine. 32 maisons sont la proie des flammes[17]. Le maire de l’époque, Louis Bréchu, fait preuve d’une abnégation remarquable. Au lieu de sauver son mobilier, qui a entièrement été détruit par l’incendie, il s’est exclusivement occupé à disputer aux flammes les papiers et archives de la mairie[18].
- 1854 : épidémie de choléra.
- En 1911[19], le nombre d'habitants de Breugnon, qui compte 104 maisons (dont 19 sont inhabitées), s'élève à 277 individus. La commune compte un instituteur, un curé (Maurice Fougeroux, né en 1873 à Cosne), un garde champêtre et deux cantonniers. Il n’y a que deux commerçants : un aubergiste et une épicière. Les artisans sont également très peu nombreux : 3 maréchaux-ferrants et 3 charrons. L’écrasante majorité des habitants actifs exerce la profession de cultivateur (105 individus), suivie par les domestiques (23, dont la plupart sont également cultivateurs). On recense également dans la commune 2 retraités et 1 manœuvre. Au total, on relève à Breugnon 11 professions différentes. On n’y trouve, selon le recensement de 1911, ni médecin ni notaire ni sage-femme. Il n’y a aucun étranger parmi les habitants et, contrairement à bon nombre de communes nivernaises, les familles du village n’accueillent aucun enfant assisté de la Seine.

### Seigneurs
- François Girardot, sieur de Préfond, l’un des officiers du prince de Condé, seigneur de Breugnon, Latrault et Villaine (1682).
- Claude-Marie Dodart, chevalier, seigneur de Saint-Andelain, Breugnon, les Chazeaux, les Écuyers, Neuville et autres lieux, chevalier de l’ordre royal et militaire de Saint-Louis (1772)[20].

## Politique et administration
| identité               | période   | profession            |  |
| ---------------------- | --------- | --------------------- |  |
|                        |           |                       |  |
| Jean-Baptiste Paillard | 1793-1811 |                       |  |
| Joseph Girault         |           |                       |  |
| Jaques Renard          | 1813-1830 |                       |  |
| Jaques Gaudry          | 1830-1837 |                       |  |
| Théodore Rollin        | 1837-1840 |                       |  |
| Louis Brechu           | 1840-1848 |                       |  |
| Jean-Baptiste Paillard | 1848-1851 |                       |  |
| Jaques Gaudry          | 1851-1853 |                       |  |
| Hubert Noireaux        | 1853-1860 |                       |  |
| Pierre Caillat         | 1860-1876 |                       |  |
| Claude Girault         | 1876      |                       |  |
| Augustin Renard        | 1876-1880 |                       |  |
| Théodore Renard        | 1881-1892 |                       |  |
| Jean-Baptiste Mannevy  | 1892-1904 |                       |  |
| Louis Edmond Millot    | 1904-1912 |                       |  |
| Octave Jules Paillard  | 1912-1925 |                       |  |
| Marcel Prieur          | 1925-1946 |                       |  |
| Raymond Miguaise       | 1946-1977 |                       |  |
| Lucien Picq            | 1977-1983 |                       |  |
| Chantal Reverdy        | 1983-2001 |                       |  |
| Yves Duvignaud         | 2001-2020 | professeur de lettres |  |
| Sébastien Reverdy      | 2020-     |                       |  |

## Démographie
L'évolution du nombre d'habitants est connue à travers les recensements de la population effectués dans la commune depuis 1793. Pour les communes de moins de 10 000 habitants, une enquête de recensement portant sur toute la population est réalisée tous les cinq ans, les populations de référence des années intermédiaires étant quant à elles estimées par interpolation ou extrapolation. Pour la commune, le premier recensement exhaustif entrant dans le cadre du nouveau dispositif a été réalisé en 2008.

En 2022, la commune comptait 152 habitants, en évolution de −12,64 % par rapport à 2016 (Nièvre : −3,28 %, France hors Mayotte : +2,11 %).
| 1793 | 1800 | 1806 | 1821 | 1831 | 1836 | 1841 | 1846 | 1851 |
| ---- | ---- | ---- | ---- | ---- | ---- | ---- | ---- | ---- |
| 483  | 471  | 558  | 467  | 483  | 473  | 471  | 501  | 501  |

| 1856 | 1861 | 1866 | 1872 | 1876 | 1881 | 1886 | 1891 | 1896 |
| ---- | ---- | ---- | ---- | ---- | ---- | ---- | ---- | ---- |
| 449  | 460  | 446  | 426  | 419  | 422  | 401  | 400  | 359  |

| 1901 | 1906 | 1911 | 1921 | 1926 | 1931 | 1936 | 1946 | 1954 |
| ---- | ---- | ---- | ---- | ---- | ---- | ---- | ---- | ---- |
| 341  | 323  | 277  | 235  | 243  | 213  | 209  | 187  | 212  |

| 1962 | 1968 | 1975 | 1982 | 1990 | 1999 | 2006 | 2008 | 2013 |
| ---- | ---- | ---- | ---- | ---- | ---- | ---- | ---- | ---- |
| 212  | 197  | 200  | 180  | 168  | 157  | 166  | 169  | 177  |

| 2018 | 2022 | - | - | - | - | - | - | - |
| ---- | ---- | - | - | - | - | - | - | - |
| 165  | 152  | - | - | - | - | - | - | - |

## Culture locale et patrimoine

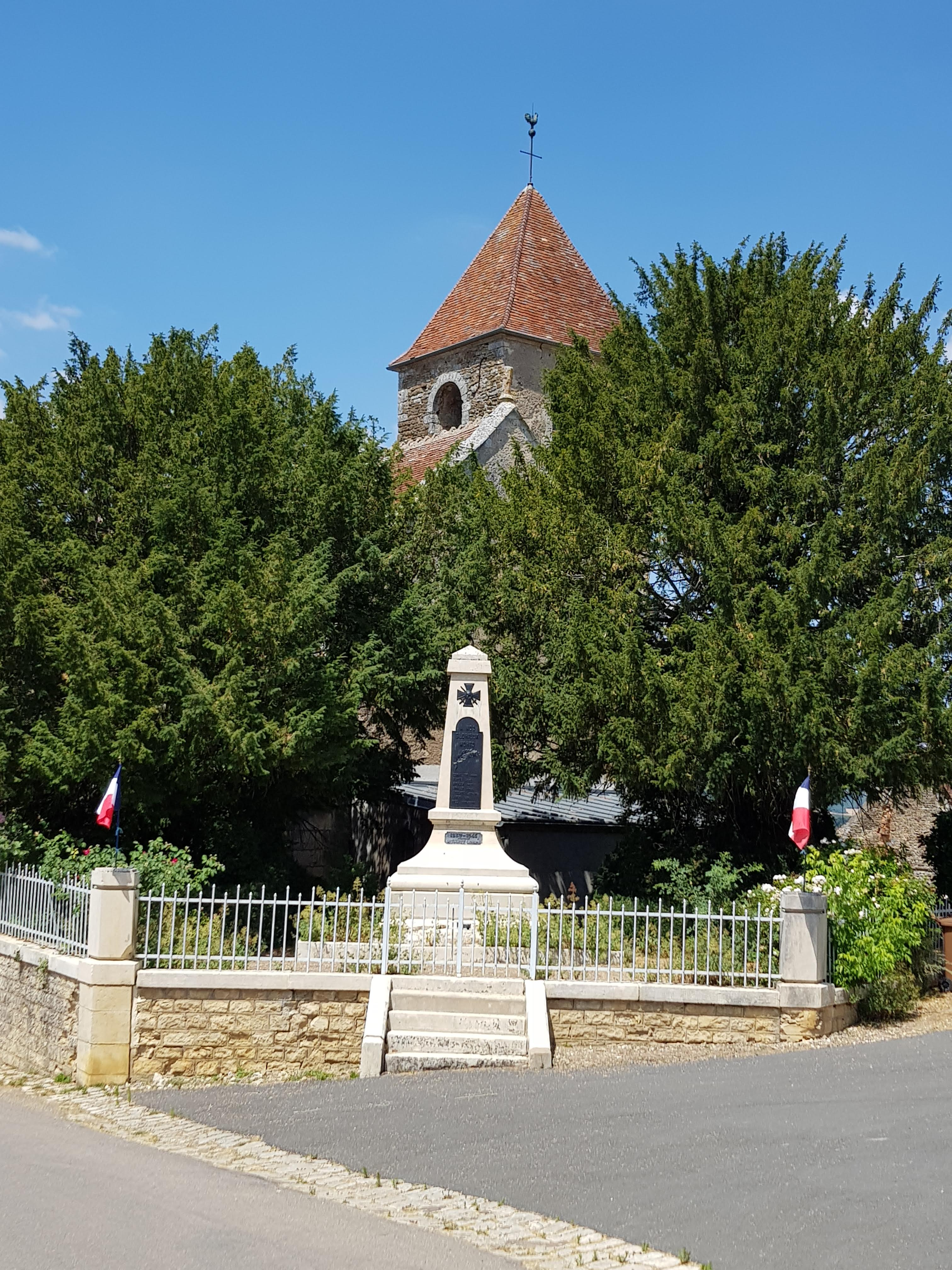
Monument aux morts.

### Lieux et monuments
- Église Notre-Dame, datant du XIIIe siècle mais presque entièrement reconstruite au XVIe siècle[25].